# Władimir Tieriebiłow
Władimir Iwanowicz Tieriebiłow (ros. Владимир Иванович Теребилов, ur. 18 marca 1916 w Piotrogrodzie, zm. 3 maja 2004 w Moskwie) – radziecki prawnik i polityk, minister sprawiedliwości ZSRR (1970-1984).

## Życiorys
Początkowo był uczniem tokarza, 1933-1935 uczył się w szkole średniej, 1935-1939 studiował w Leningradzkim Instytucie Prawnym, po ukończeniu studiów został prokuratorem rejonu pargołowskiego w obwodzie leningradzkim. Od 1940 członek WKP(b), 1943-1945 szef wydziału nadzoru nad organami milicji Prokuratury Obwodu Leningradzkiego, 1945-1948 prokurator rejonu nadmorskiego Leningradu, 1948-1949 szef wydziału śledczego Leningradzkiej Prokuratury Miejskiej. 1949-1953 starszy pracownik naukowy Naukowo-Badawczego Instytutu Kryminalistyki, 1953-1957 kierownik sektora tego instytutu, od 1954 kandydat nauk prawnych, następnie docent. Od 1957 pracownik centralnych organów Prokuratury ZSRR, 1957-1961 zastępca szefa Zarządu Śledczego Prokuratury ZSRR, 1961-1962 kierownik Wydziału ds. Nadzoru nad Rozpatrywaniem w Sądach Spraw Kryminalnych Prokuratury ZSRR, 1962-1970 zastępca przewodniczącego Sądu Najwyższego ZSRR. Od września 1970 do kwietnia 1984 minister sprawiedliwości ZSRR, od kwietnia 1984 do kwietnia 1989 przewodniczący Sądu Najwyższego ZSRR, następnie na emeryturze. Od 9 kwietnia 1971 do 24 lutego 1976 członek Centralnej Komisji Rewizyjnej KPZR, od 5 marca 1976 do 25 lutego 1986 zastępca członka, a 1986-1990 członek KC KPZR. Deputowany do Rady Najwyższej ZSRR od 8 do 11 kadencji.

## Odznaczenia
- Order Lenina
- Order Rewolucji Październikowej
- Order Wojny Ojczyźnianej I klasy
- Order Czerwonego Sztandaru Pracy